# Брезова под Брадлом
Брезова под Брадлом (на словашки: Brezová pod Bradlom) е град в западна Словакия, в Тренчински край, в окръг Миява. Населението му е 4543 души.
Разположен е на 265 m надморска височина в подножието на Малки Карпати, на 11 km южно от Миява. Площта му е 41,08 km². Първото споменаване на селището е от 1262 година. През 1918 година градът преминава от Унгария в новосъздадената Чехословакия, а през 1993 година – в самостоятелна Словакия.

## Известни личности
Родени в Брезова под Брадлом
- Самуил Юркович (1796 – 1873), учител
- Штефан Осуский (1889 – 1973), чехословашки дипломат и политик

Свързани с Брезова под Брадлом
- Йозеф Милослав Гурбан (1817 – 1888), словашки политик, писател и евангелски свещеник
- Душан Юркович (1868 – 1947), словашки архитект